# Едмондс–Карпов алгоритам
Едмондс–Карпов алгоритам је имплементација Форд-Фулкерсоновог алгоритма за израчунавање максималног протока у транспортном проблему у времену {\displaystyle O(|V||E|^{2})}. Алгоритам је први пут објавио Јефим Диниц 1970. године и самостално су објавили Џек Едмондс и Ричард Карп 1972. године. Алгоритам обухвата додатне технике које смањују време извршавања на {\displaystyle O(|V|^{2}|E|)}.

## Алгоритам
Алгоритам је идентичан Форд-Фулкерсон алгоритму осим што је дефинисан редослед приликом претраживања. Пронађени пут мора бити најкраћи пут који има расположиве капацитете. То се може постићи претрагом у ширину када ставимо да гране имају јединичну дужину. Време извршавања {\displaystyle O(|V||E|^{2})} је пронађено показивањем да се свака увећавајућа путања може наћи у времену {\displaystyle O(|E|)} јер сваки пут најмање једна од {\displaystyle E} грана постаје засићена (грана која има максимални могући проток) и да је дужина највише {\displaystyle |V|}. Друго својство овог алгоритма је да се дужина најкраће увећавајуће путање увећава монотоно. Доказ се може пронаћи у књизи Introduction to Algorithms.

## Имплементација

### Псеудокод
```
algoritam
 EdmondsKarp
    
ulaz
:
        C[1..n, 1..n] 
(matrica kapaciteta)

        E[1..n, 1..?] 
(lista suseda)

        s             
(izvor)

        t             
(ponor ili cilj)

    
izlaz
:
        f             
(vrednost maksimalnog protoka)

        F             
(matrica koja daje dozvoljen protok sa maksimalnom vrednoscu)

    f := 0 
(inicijalni protok je nula)

    F := 
niz
(1..n, 1..n) 
(rezidualni kapacitet od u do v je C[u,v] - F[u,v])

    
forever

        m, P := BreadthFirstSearch(C, E, s, t, F)
        
if
 m = 0
            
pauza

        f := f + m
        
(Backtrack pretraga, zapis protoka)

        v := t
        
while
 v ≠ s
            u := P[v]
            F[u,v] := F[u,v] + m
            F[v,u] := F[v,u] - m
            v := u
    
return
 (f, F)
```

```
algoritam
 PretragaUSirinu
    
ulaz
:
        C, E, s, t, F
    
izlaz
:
        M[t]          
(kapacitet pronadjenog puta)

        P             
(roditeljska tabela)

    P := 
niz
(1..n)
    
for
 u 
in
 1..n
        P[u] := -1
    P[s] := -2 
(brinemo se da izvor nije ponovo pronadjen)

    M := 
niz
(1..n) 
(kapacitet pronadjenog puta do cvora)

    M[s] := 8
    Q := queue()
    Q.offer(s)
    
while
 Q.size() > 0
        u := Q.poll()
        
for
 v 
in
 E[u]
            
(Ukoliko postoji dostupan kapacitet i v nije vidjeno ranije u pretrazi)

            
if
 C[u,v] - F[u,v] > 0 
and
 P[v] = -1
                P[v] := u
                M[v] := min(M[u], C[u,v] - F[u,v])
                
if
 v ≠ t
                    Q.offer(v)
                
else

                    
return
 M[t], P
    
return
 0, P
```

### Имплементација у C++
```
#include
<cstdio>

#include
<cstdio>

#include
<queue>

#include
<cstring>

#include
<vector>

#include
<iostream>

 

#define MAX_NODES 100 
// maksimalni broj cvorova u grafu

#define INF 2147483646 
// reprezentuje beskonacnost

#define UNINITIALIZED -1 
// vrednost cvora koji nema roditelja

 

using
 
namespace
 
std
;

 

// reprezentuje kapacitet grane

int
 
capacities
[
MAX_NODES
][
MAX_NODES
];

// pokazuje koliko je protoka proteklo kroz granu

int
 
flowPassed
[
MAX_NODES
][
MAX_NODES
];

// reprezentuje graf. Graf mora da sadrzi i negativne grane!

vector
<
int
>
 
graph
[
MAX_NODES
];

// prikazuje roditelje cvorova puta koji je izgradio BFS 

int
 
parentsList
[
MAX_NODES
];
 

// prikazuje maksimalni protok do cvora u putu koji je izgradio BFS

int
 
currentPathCapacity
[
MAX_NODES
];
 

 

int
 
bfs
(
int
 
startNode
,
 
int
 
endNode
)

{

  
memset
(
parentsList
,
 
UNINITIALIZED
,
 
sizeof
(
parentsList
));

  
memset
(
currentPathCapacity
,
 
0
,
 
sizeof
(
currentPathCapacity
));

 

  
queue
<
int
>
 
q
;

  
q
.
push
(
startNode
);

  

  
parentsList
[
startNode
]
=
-2
;

  
currentPathCapacity
[
startNode
]
=
INF
;

 

  
while
(
!
q
.
empty
)

  
{

   
int
 
currentNode
 
=
 
q
.
front
;
 
q
.
pop
;

 

   
for
(
int
 
i
=
0
;
 
i
<
graph
[
currentNode
].
size
;
 
i
++
)

   
{

    
int
 
to
 
=
 
graph
[
currentNode
][
i
];

    
if
(
parentsList
[
to
]
 
==
 
UNINITIALIZED
)

    
{

     
if
(
capacities
[
currentNode
][
to
]
 
-
 
flowPassed
[
currentNode
][
to
]
 
>
 
0
)

     
{

      
// menjamo roditelje buduceg cvora da budu trenutni cvor

      
parentsList
[
to
]
 
=
 
currentNode
;

 

      
// proveravamo minimalni rezudualni kapacitet grane do sada

      
currentPathCapacity
[
to
]
 
=
 
min
(
currentPathCapacity
[
currentNode
],

      
capacities
[
currentNode
][
to
]
 
-
 
flowPassed
[
currentNode
][
to
]);

     

      
// ukoliko smo dostigli poslednji cvor bfs ze zaustavlja

      
if
(
to
 
==
 
endNode
)
 
return
 
currentPathCapacity
[
endNode
];

 

      
// dodajemo nas buduci cvor u red

      
q
.
push
(
to
);

     
}

    
}

   
}

  
}

 

  
return
 
0
;

}

 

int
 
edmondsKarp
(
int
 
startNode
,
 
int
 
endNode
)

{

  
int
 
maxFlow
=
0
;

  

  
while
(
true
)

  
{

   
// pronalazimo uvecavajucu putanju i maksimalni protok koji mu odgovara

   
int
 
flow
=
bfs
(
startNode
,
 
endNode
);

   

   
// ukoliko ne mozemo da pronadjemo vise puteva protok ce biti 0

   
if
(
flow
==
0
)

   
{

    
break
;

   
}

 

   
maxFlow
 
+=
flow
;

   
int
 
currentNode
=
endNode
;

   

   
// azuriramo matricu protoka

   
while
(
currentNode
 
!=
 
startNode
)

   
{

    
int
 
previousNode
 
=
 
parentsList
[
currentNode
];

    
flowPassed
[
previousNode
][
currentNode
]
 
+=
 
flow
;

    
flowPassed
[
currentNode
][
previousNode
]
 
-=
 
flow
;

 

    
currentNode
=
previousNode
;

   
}

  
}

 

  
return
 
maxFlow
;

}

 

int
 
main


{

  
int
 
nodesCount
,
 
edgesCount
;

  
cin
>>
nodesCount
>>
edgesCount
;

 

  
int
 
source
,
 
sink
;

  
cin
>>
source
>>
sink
;

 

  
for
(
int
 
edge
=
0
;
 
edge
<
edgesCount
;
 
edge
++
)

  
{

   
int
 
from
,
 
to
,
 
capacity
;

   
cin
>>
from
>>
to
>>
capacity
;

 

   
capacities
[
from
][
to
]
=
capacity
;

   
graph
[
from
].
push_back
(
to
);

 

   
//dodavanje negativne grane

   
graph
[
to
].
push_back
(
from
);

  
}

 

  
int
 
maxFlow
 
=
 
edmondsKarp
(
source
,
 
sink
);

 

  
cout
<<
maxFlow
<<
endl
;

 

  
return
 
0
;

}

```

### Имплементација у Јави
```
import
 
java.util.*
;

/**

 * Pronalazi maksimalni protok u mreži protoka

 * @param E lista suseda

 * @param C matrica kapaciteta (mora biti n x n)

 * @param s izvor

 * @param t poniranje

 * @return maksimalni protok

 */

public
 
class
 
EdmondsKarp
 
{

    
public
 
static
 
int
 
edmondsKarp
(
int
[][]
 
E
,
 
int
[][]
 
C
,
 
int
 
s
,
 
int
 
t
)
 
{

        
int
 
n
 
=
 
C
.
length
;

        
// Rezudualna kapacitivnost od u do v je C[u][v] - F[u][v]

        
int
[][]
 
F
 
=
 
new
 
int
[
n
][
n
]
;

        
while
 
(
true
)
 
{

            
int
[]
 
P
 
=
 
new
 
int
[
n
]
;
 
// roditeljska tabela

            
Arrays
.
fill
(
P
,
 
-
1
);

            
P
[
s
]
 
=
 
s
;

            
int
[]
 
M
 
=
 
new
 
int
[
n
]
;
 
// kapacitet putanje do cvora

            
M
[
s
]
 
=
 
Integer
.
MAX_VALUE
;

            
// BFS red

            
Queue
<
Integer
>
 
Q
 
=
 
new
 
LinkedList
<
Integer
>
;

            
Q
.
offer
(
s
);

            
LOOP
:

            
while
 
(
!
Q
.
isEmpty
)
 
{

                
int
 
u
 
=
 
Q
.
poll
;

                
for
 
(
int
 
v
 
:
 
E
[
u
]
)
 
{

                    
// ukoliko postoji dostupan kapacitet,

                    
// i v nije vidjeno ranije u pretrazi

                    
if
 
(
C
[
u
][
v
]
 
-
 
F
[
u
][
v
]
 
>
 
0
 
&&
 
P
[
v
]
 
==
 
-
1
)
 
{

                        
P
[
v
]
 
=
 
u
;

                        
M
[
v
]
 
=
 
Math
.
min
(
M
[
u
]
,
 
C
[
u
][
v
]
 
-
 
F
[
u
][
v
]
);

                        
if
 
(
v
 
!=
 
t
)

                            
Q
.
offer
(
v
);

                        
else
 
{

                            
// Backtrack pretraga, i zapis protoka

                            
while
 
(
P
[
v
]
 
!=
 
v
)
 
{

                                
u
 
=
 
P
[
v
]
;

                                
F
[
u
][
v
]
 
+=
 
M
[
t
]
;

                                
F
[
v
][
u
]
 
-=
 
M
[
t
]
;

                                
v
 
=
 
u
;

                            
}

                            
break
 
LOOP
;

                        
}

                    
}

                
}

            
}

            
if
 
(
P
[
t
]
 
==
 
-
1
)
 
{
 
//ukoliko nismo pronasli put do t

                
int
 
sum
 
=
 
0
;

                
for
 
(
int
 
x
 
:
 
F
[
s
]
)

                    
sum
 
+=
 
x
;

                
return
 
sum
;

            
}

        
}

    
}

}

```

## Пример
Дат је граф са седам чворова, са извором A, циљем G и капацитетима као што су приказани:
У паровима {\displaystyle f/c} записаним на гранама, {\displaystyle f} је тренутан проток, а {\displaystyle c} је капацитет.
Преостали капацитет од {\displaystyle u} до {\displaystyle v} је {\displaystyle c_{f}(u,v)=c(u,v)-f(u,v)}. Ако је проточни граф од {\displaystyle u} до {\displaystyle v} негативан, он доприноси преосталом капацитету.
| Капацитет | Пут                           |
| Капацитет | Резултујућа мрежа             |
| --- | ----------------------------- |
| {\displaystyle \min(c_{f}(A,D),c_{f}(D,E),c_{f}(E,G))=} {\displaystyle \min(3-0,2-0,1-0)=} {\displaystyle \min(3,2,1)=1}                                                       | {\displaystyle A,D,E,G}       |
| {\displaystyle \min(c_{f}(A,D),c_{f}(D,E),c_{f}(E,G))=} {\displaystyle \min(3-0,2-0,1-0)=} {\displaystyle \min(3,2,1)=1}                                                       |                               |
| {\displaystyle \min(c_{f}(A,D),c_{f}(D,F),c_{f}(F,G))=} {\displaystyle \min(3-1,6-0,9-0)=} {\displaystyle \min(2,6,9)=2}                                                       | {\displaystyle A,D,F,G}       |
| {\displaystyle \min(c_{f}(A,D),c_{f}(D,F),c_{f}(F,G))=} {\displaystyle \min(3-1,6-0,9-0)=} {\displaystyle \min(2,6,9)=2}                                                       |                               |
| {\displaystyle \min(c_{f}(A,B),c_{f}(B,C),c_{f}(C,D),c_{f}(D,F),c_{f}(F,G))=} {\displaystyle \min(3-0,4-0,1-0,6-2,9-2)=} {\displaystyle \min(3,4,1,4,7)=1}                     | {\displaystyle A,B,C,D,F,G}   |
| {\displaystyle \min(c_{f}(A,B),c_{f}(B,C),c_{f}(C,D),c_{f}(D,F),c_{f}(F,G))=} {\displaystyle \min(3-0,4-0,1-0,6-2,9-2)=} {\displaystyle \min(3,4,1,4,7)=1}                     |                               |
| {\displaystyle \min(c_{f}(A,B),c_{f}(B,C),c_{f}(C,E),c_{f}(E,D),c_{f}(D,F),c_{f}(F,G))=} {\displaystyle \min(3-1,4-1,2-0,0-(-1),6-3,9-3)=} {\displaystyle \min(2,3,2,1,3,6)=1} | {\displaystyle A,B,C,E,D,F,G} |
| {\displaystyle \min(c_{f}(A,B),c_{f}(B,C),c_{f}(C,E),c_{f}(E,D),c_{f}(D,F),c_{f}(F,G))=} {\displaystyle \min(3-1,4-1,2-0,0-(-1),6-3,9-3)=} {\displaystyle \min(2,3,2,1,3,6)=1} |                               |

Приметимо да дужина увећавајуће путање пронађена овим алгоритмом никада не опада. Пронађени пут је најкраћи могући. Пронађени проток је једнак капацитету кроз граф чији су извор и циљ исечени. Постоји само једно минимално сечење у овом графу, партиционисањем чворова у скупове {\displaystyle \{A,B,C,E\}} и {\displaystyle \{D,F,G\}}, са капацитетом: {\displaystyle c(A,D)+c(C,D)+c(E,G)=3+1+1=5.\ }